# Kristina Hautala
Kristina Hautala, née le 28 juin 1948 à Stockholm, est une chanteuse suédo-finlandaise.
Elle est notamment connue pour avoir représenté la Finlande au Concours Eurovision de la chanson 1968 à Londres, où elle est terminée 16e sur 17 avec la chanson Kun kello käy.

## Débuts
Né à Stockholm de parents finlandais, Hautala vivait depuis toujours  dans sa cité natale lorsqu'elle réalisa son premier enregistrement en Mai 1966 avec "En koskaan", une version finlandaise de "You Don't Have to Say You Love Me" de Dusty Springfield. Entrant dans le Top 10 en Novembre 1966, "Es koskaan" y resta pendant 11 semaines, atteignant la 6e place. Hautala devint une personnalité demandé à la télé et une interprète du direct dans son pays: elle fit le tour de son pqys durant l'été 1967 avec le chanteur Johnny Liebkind; Durant l'été et l'automne de la même année, elle a fait la tête d'affiche avec Lasse Mårtenson et a établi un nouveau record de box-office pour le Café Adlon, le premier lieu de divertissement d'Helsinki. Hautala continua sa carrière avec 11 singles publiés depuis 1969, ses enregistrements sont des reprises finlandaises de chansons en anglais tel "Rakkautta vain" ("All You Need is Love" des Beatles) et des covers de hits internationales tel "Voinko luottaa", dont l'original "lo ti darò di più" de Ornella Vanoni.

## Eurovision 1968
Le 10 février 1968, Hautala apparu à la télévision durant le premier round préliminaire du Eurovision Song Contest visant à sélectionner le/la chanteur/se qui représentera la Finlande pour l'Eurovision 1968. L'année 1968 fut celle de la première entrée de la Finlande dans l'Eurovision, cette dernière étant candidate depuis 1961, grâce aux votes de téléspectateurs par voie postale qui ont plébiscité la chanson de Hautala Kun kello käy (en février 1968). La chanson a fini première en matière de nombre des votants et sera le participant de l'Eurovision 1968, qui se tient au Royal Albert Hall de Londres.
La performance de Hautala dans la compétition et les résultats par vote l'ont hissé à la 16e place (sur 17), devançant la performance néerlandaise Morgen de Ronnie Tober. Le passé de la Finlande dans les épreuves/rounds préliminaires ainsi que la « mauvaise » performance de Kun hello käy donne une impression que la participation de la Finlande à l'Eurovision est quelque chose de risible.
Kun kello käy fut une « déception » pour Hautala en Finlande, échouant à atteindre le Top 10 ; une tentative de renforcer la popularité de cette chanson en réalisant une version suédoise Vänta Och Se dont les paroles ont été écrites par Stig Anderson.

## Carrière pots-Eurovision 1968
En 1970, Hautala quitta son label de longue date et débuta chez EMI-Columba avec "Kop kop, ken lie?", une cover finlandaise de "Knock, Knock Who's There?" qui sera sa dernière création de sa carrière musicale. En 1972, elle retourna à Stockholm et assista à des cours d'université pour travailler comme psychologue, puis comme art thérapiste. En 2003, elle fut chanteuse dans l'album "Hekti tää", une collabotaion avec le Matti Viita-aho Group.

## Discographie
Ci-dessous, une liste non exhaustive de la discographie de Hautala.
| Année de diffusion | Piste audio Faces A/B                                            | Crédit des paroles(p) /musique (m)                                               | Information complémlentaires (incluant des dates d'enregistrement) |
| ------------------ | ---------------------------------------------------------------- | -------------------------------------------------------------------------------- | --- |
| 1966               | Scandia KS 650 A "En Koskaan" B "Divari helmi"                   | A Juha Vainio (p) / Pino Donaggio (m) B Kari Tuomissari (p) / J F Hanley (m)     | A/B 24 Mai 1966 A cover of "You Don't Have to Say You Love Me" by Dusty Springfield B cover of "Second Hand Rose" by Barbra Streisand                                                        |
| 1967               | Scandia KS 678 A "Jokainen hetki" B "Sä oot vain työtä räätälin" | A Juha Vainio (p) Clive Westlake (m) B Juha Vainio (p) Victor Young (m)          | A 12 Décembre 1966 A cover of "All I See is You" by Dusty Springfield B cover of "Sam, You Made the Pants Too Long" by Barbra Streisand                                                      |
| 1967               | Scandia KS 691 A "Raudanluja" B "Voinko luottaa"                 | B Raul Reiman (p) Memo Remigi (m)                                                | A 22 Février 1967 B 1 Mars 1967 B Cover of "Io ti darò di più" by Ornella Vanoni an English language hit for the Bachelors as "Can I Trust You"                                              |
| 1967               | Scandia KS 708 A "Rakkautta vain" B "Sain sulta sanan            | A Pertti Reponen (p) Lennon/McCartney (m) B Juha Vainio (p) Georges Liferman (m) | A 23 Août 1967 A Cover of "All You Need is Love" by the Beatles B 1962 original "Et C'est Bien Mieux Comme Ca" par Les Chaussettes Noires                                                    |
| 1967               | Scandia KS 722 A "Kuinkas hurisee?" B "En katso naamion taa"     | A Saukki (p) John Pisano (m) B Pertti Reponen (p) Chico Buarque (m)              | A 7 Novembre 1967 B 18 Octobre 1967 A Introduit dans "So What's New?" by Peggy Lee in 1967 B introduit dans "A banda" by Nara Leão in 1966                                                   |
| 1967               | Scandia 730 A "Entinen jää" B "Kenen syy, kenen syy?"            | A Bernard Gérard Michel Delancray Mya Simille B Tony Hatch                       | A 16 Juin 1967 B 31 Décembre 1966 A Introduit dans "Partie de dames" by Liz Brady in 1966 B Cover of "Love Is Me, Love Is You" by Connie Francis                                             |
| 1968               | Scandia KS 739 A "Tienristeyksessä" B "Näen silmistäsi sen?"     | A/B Saukki (p) Leslie Bricusse (m)                                               | A 31 Janvier 1968 B 13 Février 1968 A introduced on the soundtrack of Doctor Dolittle as "At the Crossroads" B introduced on the soundtrack of Doctor Dolittle as "When I Look in Your Eyes" |
| 1968               | Scandia KS 742 A "Kun kello käy" B "Kielletyt käskyt"            | A Juha Vainio (p) Esko Linnavalli (m) B Jukka Virtanen (p) Lasse Mårtenson (m)   | A 21 Février 1968 A Chanson de l'Eurovision 1968 pour la Finlande - terminée 16éme/17 |
| 1968               | Scandia KS 762 A "Kysyn vaan" B "Muistot vain jää"               | A Pertti Reponen (p) Tony Hazzard (m) B Pertti Reponen (p) Mark London (m        | A cover of "Me, the Peaceful Heart" par Lulu cover de "Best of Both Worlds" par Lulu |
| 1968               | Polar POS 1053 A "Vänta och se" B "Svart på vitt"                | A Stig Anderson (l) Esko Linavalli (m) B Bengt Haslum (l) Lasse Mårtenson (m)    | |
| 1969               | Scandia KS 794 [A "Judy - Ystäväni"] B "Oi Oi Oi"                | B Pertti Reponen (p) Arne Bendiksen (m)                                          | [A Enregistré par Johnny Liebkind] B 2 April 1969 B cover of "Oj, oj, oj, så glad jeg skal bli" by Kirsti Sparboe                                                                            |
| 1970               | EMI-Columbia 5E006-34135 A "Vain hän " B "Kop kop, ken lie?"     | A Kristina Hautala (p) Peter Moesser (m) B Reino Bäckman (p) John Carter (m)     | A introduced by Katja Ebstein as "Ich Will Ihn" in 1970 B cover of "Knock, Knock Who's There?" by Mary Hopkin                                                                                |